# Williston (Carolina do Sul)
Williston é uma cidade  localizada no estado norte-americano de Carolina do Sul, no Condado de Barnwell.

## Demografia
Segundo o censo norte-americano de 2000, a sua população era de 3307 habitantes.
Em 2006, foi estimada uma população de 3247, um decréscimo de 60 (-1.8%).

## Geografia
De acordo com o United States Census Bureau tem uma área de
23,2 km², dos quais 23,0 km² cobertos por terra e 0,2 km² cobertos por água. Williston localiza-se a aproximadamente 108 m acima do nível do mar.

## Localidades na vizinhança
O diagrama seguinte representa as localidades num raio de 20 km ao redor de Williston.